# Leslie Green

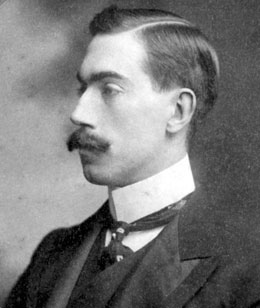
Leslie Green

Leslie William Green (* 1875 in London; † 31. August 1908 ebenda) war ein britischer Architekt. Bekannt wurde er durch zahlreiche Stationsgebäude der London Underground im Stadtzentrum Londons im ersten Jahrzehnt des 20. Jahrhunderts. Die meisten sind erhalten und dienen als Zugang zu unterirdischen Stationen der Northern Line, der Bakerloo Line und der Piccadilly Line.

## Biografie
Green wuchs im Londoner Stadtteil Maida Vale auf; er war der Sohn des Architekten und königlichen Landvermessers Arthur Green und dessen Ehefrau Emily Robertson. Nach dem Studium in London und Paris eröffnete er 1897 ein Architekturbüro. 1902 heiratete er Mildred Ethel Wildy und hatte mit ihr eine Tochter. Greens frühe Arbeiten umfassten Wohnhäuser und Läden in verschiedenen Teilen der Hauptstadt. 1899 wurde er Mitglied des Royal Institute of British Architects.

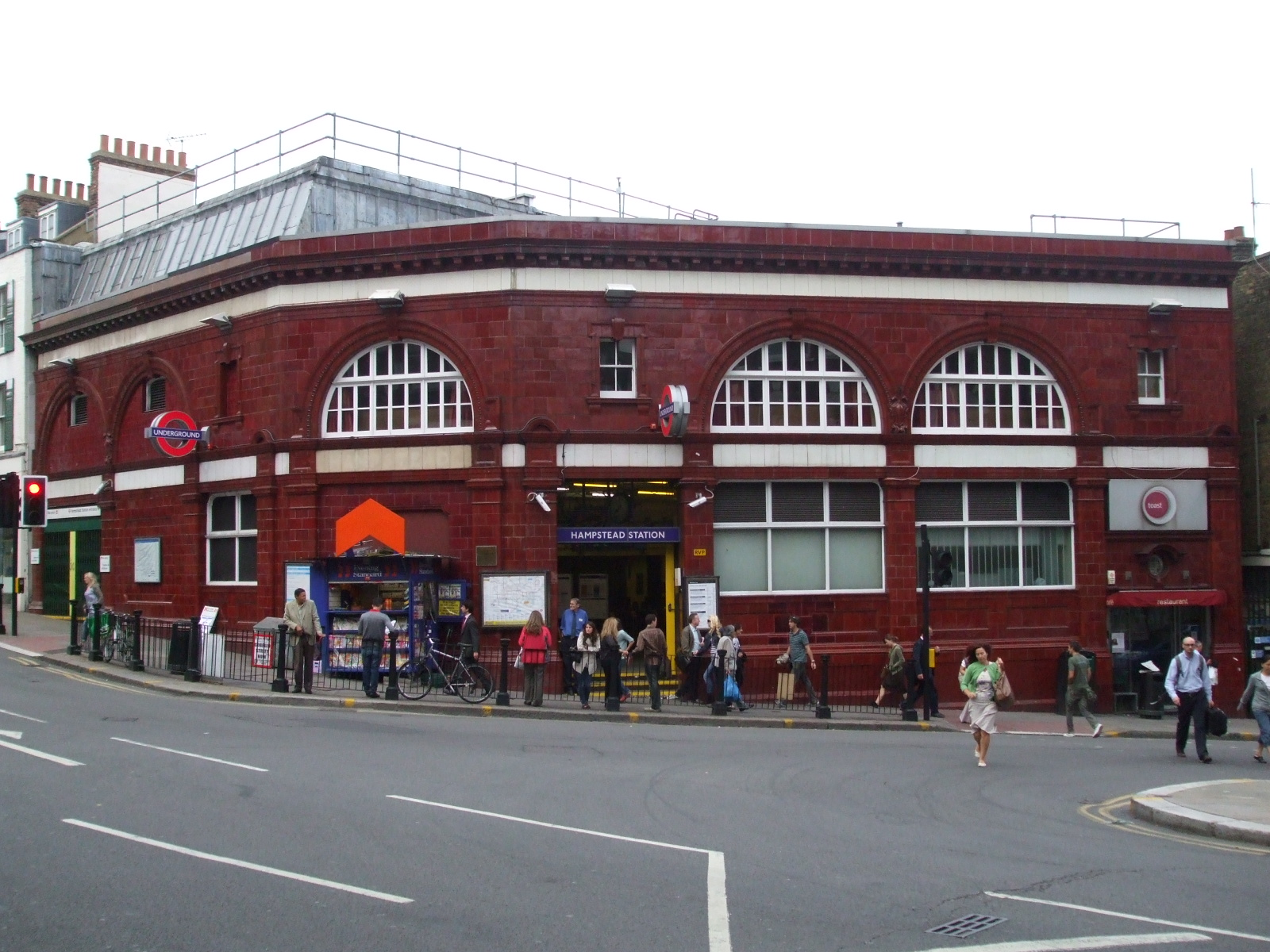
Station Hampstead

1903 wurde Green von der Underground Electric Railways Company of London des US-amerikanischen Finanziers Charles Tyson Yerkes beauftragt, Stationsgebäude für drei damals im Bau befindliche U-Bahn-Linien zu errichten, die Great Northern, Piccadilly and Brompton Railway (GNP&BR), die Baker Street and Waterloo Railway (BS&WR) und die Charing Cross, Euston and Hampstead Railway (CCE&HR), aus denen sich später die Piccadilly Line, Bakerloo Line und Northern Line entwickelten.
Die Stationen wurden in einem einheitlichen Stil entworfen, der von dem Arts and Crafts Movement beeinflusst war. Die zweistöckigen Gebäude hatten einen strukturellen Stahlrahmen – damals eine neue Baumethode, die erst kürzlich aus den Vereinigten Staaten eingeführt worden war. Der Stahlrahmen ermöglichte die großen Innenräume für Schalterhallen und Aufzugschächte. Die Wände waren mit blutroten glasierten Terrakotta-Ziegeln verkleidet. Das obere Stockwerk wies jeweils große halbrunde Fenster und darüber gezahnte Gesimse auf.

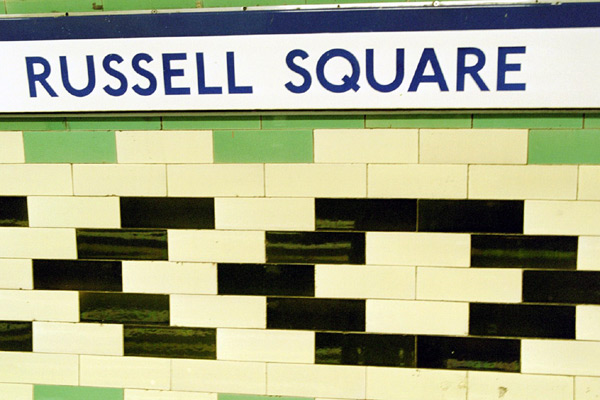
Typisches Fliesenmuster

Die Stationsgebäude erhielten Flachdächer, um weitere Stockwerke für gewerbliche Nutzung hinzufügen zu können. Auf Bahnsteigebene hatten die Stationen ein standardisiertes Fliesendesign mit dem Stationsnamen, einem individuellen Farbschema und sich wiederholenden geometrischen Mustern. Zahlreiche Gebäude stehen heute unter Denkmalschutz.
Die U-Bahnen sollten in den Jahren 1906 und 1907 eröffnet werden. Der Druck, innerhalb kurzer Zeit Dutzende von Gebäuden errichten zu lassen, führte bei Green zu gesundheitlichen Problemen. Er erkrankte an Tuberkulose und starb 1908 im Alter von 33 Jahren.

## Liste der Stationsgebäude von Leslie Green

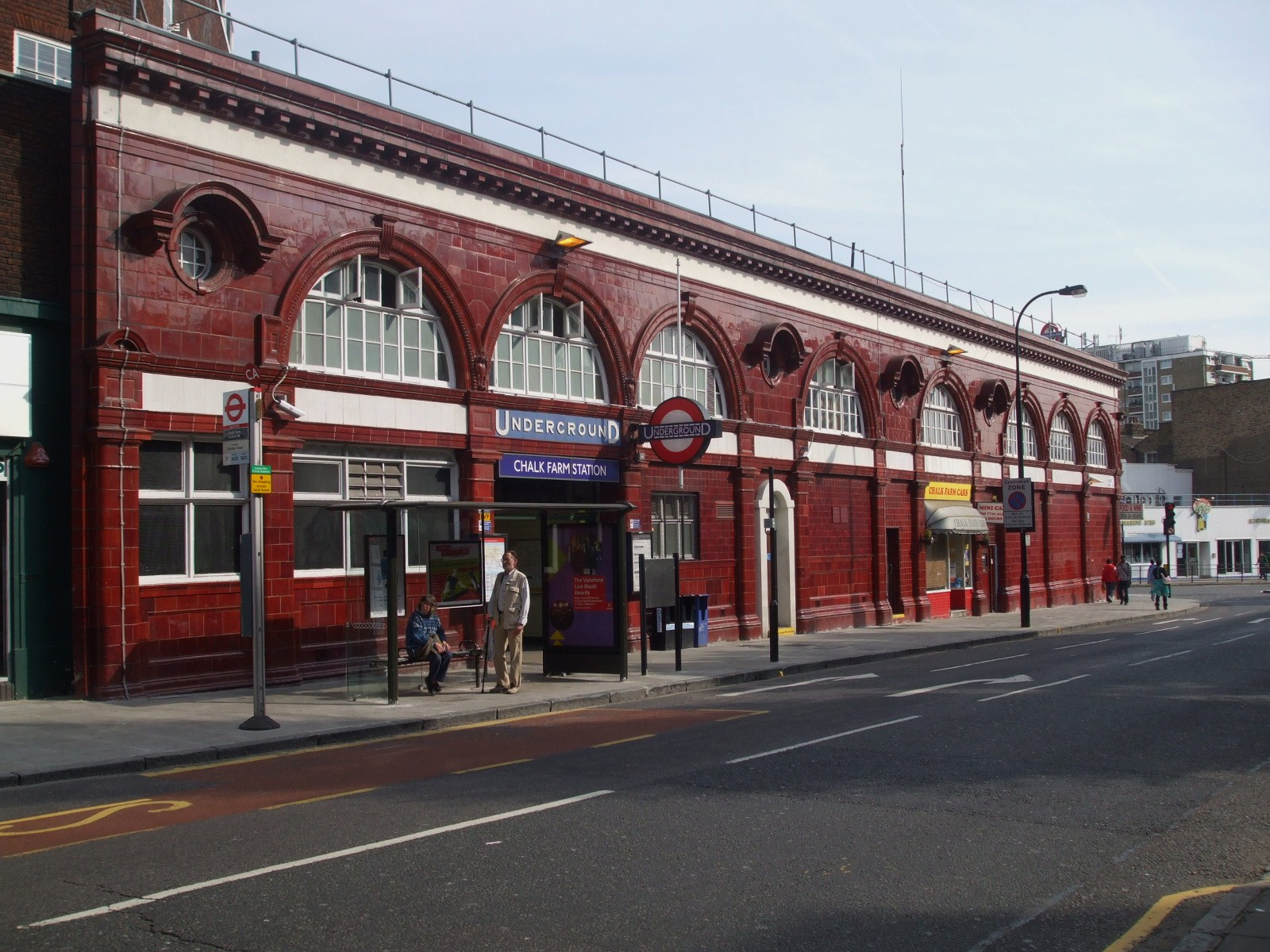
Station Chalk Farm

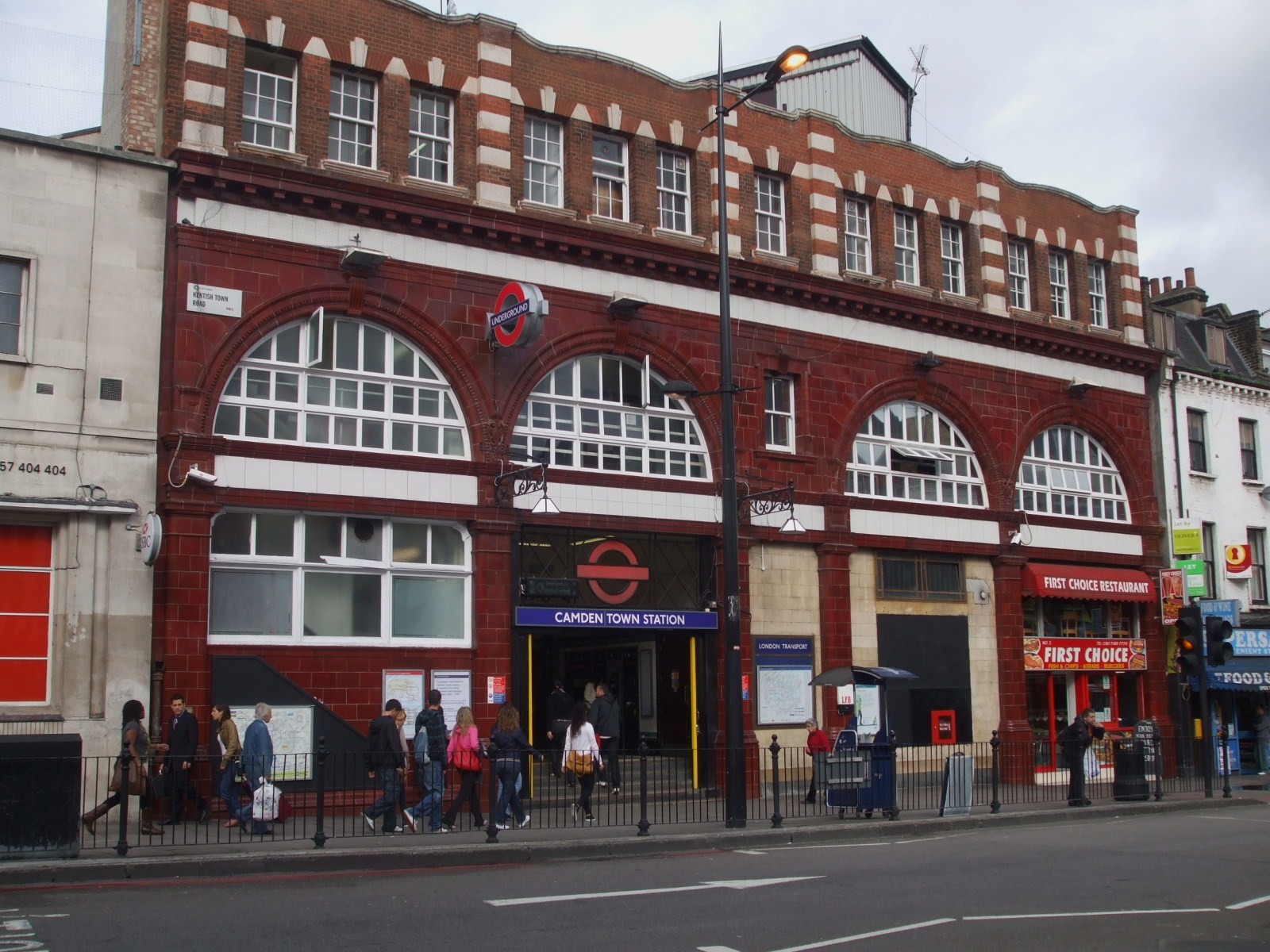
Station Camden Town (mit zusätzlichem Stockwerk)

| Piccadilly Line: - Holloway Road - Caledonian Road - York Road (1932 geschlossen, Gebäude blieb erhalten) - Russell Square - Holborn (1933 durch Neubau ersetzt) - Strand (1914 in Aldwych umbenannt, seit 1994 geschlossen, Gebäude blieb erhalten) - Covent Garden - Leicester Square - Down Street (1932 geschlossen, Gebäude blieb erhalten) - Hyde Park Corner (Gebäude wird nicht mehr als Zugang genutzt) - Brompton Road (1934 geschlossen, ein Aufzug blieb erhalten) - South Kensington - Gloucester Road | Northern Line: - Tufnell Park - Kentish Town - South Kentish Town (1924 geschlossen, Gebäude blieb erhalten) - Hampstead - Belsize Park - Chalk Farm - Camden Town - Mornington Crescent - Euston (Gebäude wird nicht mehr als Zugang genutzt) - Goodge Street - Leicester Square Bakerloo Line: - Edgware Road - Oxford Circus - Lambeth North - Elephant & Castle |